# DJ Топор
Кири́лл Анато́льевич Попо́в (род. 22 сентября 1973, Москва, РСФСР, СССР), более известный под псевдонимом DJ Топор — советский и российский танцор брейк-данса, диджей, радиоведущий, граффити-художник, дизайнер, фотограф, театральный актёр. Участник диджейского дуэта Da Boogie DJ's (2000—2005). Участник брейк-данс-команд «Магический круг» (1989—1990), Da Boogie Crew (1995—1998) и Jam Style & Da Boogie Crew (1998—2002). Участник музыкального проекта «#МихейТрибьют» (2021—н.в.). Один из основателей брейкинга в России. Обладатель титула «Мастер Breaking» (1998). Номинант премии «Экзерсис» (2019).

## Биография
Кирилл Попов родился в Москве 22 сентября 1973 года. В 1987 году увлёкся брейк-дансом после посещения дискотек в московском кинотеатре «Будапешт», где брейкеры образовывали круг и танцевали внутри этого круга под такие композиции, как Sabrina «Boys (Summertime Love)» (1987), Falco «Rock Me Amadeus» (1985) и Michael Jackson «Thriller» (1982).
В 1988 году стал учиться новым движениям у брейкеров танцевальной студии в Доме комсомольца и школьника (ДКШ). Таким образом он освоил нижний стиль «брейкинг», а своё прозвище «Топор» получил за шумные падения во время тренировки вращения на голове.
В августе 1989 года присоединился к вновь возрождённому московскому брейк-данс-коллективу «Магический круг», с которым выступил на Всесоюзных брейк-данс-фестивалях Papuga '89 и «Колобок '89» со знаменитым номером «Буратино». На фестивале «Колобок '89» «Буратино» был признан «лучшим номером всех времён и народов».
В начале 90-х годов первая волна брейк-данса пошла на спад, в связи с чем Топор принял решение уехать в Нью-Йорк в 1992 году, где полтора года работал в составе местной уличной команды New York City Float Committee.
В 1994 году Топор вернулся в Россию и начал зарабатывать себе на жизнь танцами на Арбате, привнеся в свой танец знания и навыки западного представления об уличном шоу. Топор придумал объявление правил перед началом шоу: «правило номер один: вы видите то, что вам нравится — вы хлопаете», «правило номер два: вы видите то, что вам не нравится — вы всё равно хлопаете», «правило номер три: у нас есть член команды, который принимает любые казначейские билеты и кредитные карточки».
Летом 1995 года Топор поссорился с Колючим из команды B.People, в результате чего расстался со староарбатской тусовкой и стал приходить тренироваться в зал к Алексею Чернову («Матрас») и Дмитрию Генералову («Димон-Гормон»). Начались совместные выступления на улице. Топор стал фронтменом и лицом новой брейк-данс-команды Da Boogie Crew. Четвёртый участник команды, Антон Собко («Кентоша»), получил травму и покинул команду в 1996 году. 4 октября 1997 года команда Da Boogie Crew при поддержке Дмитрия Морозкина («Краб») участвовала на международном чемпионате по брейк-дансу Battle of the Year (BOTY) в городе Оффенбах-ам-Майн в Германии, где по итогу заняла 11 место из 20 возможных. Участники группы должны были выступать с питерской командой Jam Style Crew, как сборная от России. В последний момент три человека из Jam Style не получили визы, и за день до отъезда Da Boogie Crew пришлось переделывать свою программу выступления.
В 1996 году Топор в качестве рэп-исполнителя поучаствовал в записи трека «Livin’ In Style (Stolen Loop Mix)» (Джип, Ladjack, Sir-J, Legalize, Топор, Михей, Lily) (музыка: Ladjack).
В конце 1996 года благодаря диджею Груву участники Da Boogie Crew стали ведущими хип-хоп-передачи Freestyle на радио «Станция» (106.8 FM). Благодаря передаче Топор и Гормон начали увлекаться диджеингом и стали отвечать за музыку. Передача просуществовала под руководством группы почти три года, поскольку ведущих уволили за то, что они не смогли прийти на день рождения радиостанции. В августе 1999 года радиостанция переехала на новую частоту 107,0 FM, а передача получила новых ведущих из группы Da Budz (Сева и РасКарандаш).
Двое участников команды Da Boogie Crew, Матрас и Топор, также увлекались граффити. В 1996 году они участвовали в оформлении 70-метровой стены для видеоклипа Валерия Меладзе на песню «Девушки из высшего общества». С декабря 1996 года по октябрь 1999 года команда Da Boogie Crew вела рубрику о граффити «Ты сам или всё о хип-хопе» в журнале «Птюч».
В 1997 году DJ Топор принял участие в ежегодном российском фестивале диджеев «GrandMaster DJ '97».
Летом 1998 года участники Da Boogie Crew объединились с Jam Style Crew в команду Jam Style & Da Boogie Crew, ставшую известной после видеоклипа на песню «Вы хотели party?», который продержался пять месяцев в чартах телеканала «MTV Россия» и дал отсчёт новой волне увлечения хип-хопом и брейк-дансом в России. Для создания трека «Вы хотели party?» Топор пригласил исполнить несколько строчек Лигалайза, а также использовал голос пожилой жительницы Старого Арбата Зоры Михайловны. Результат ему помог свести DJ Хобот. 7 ноября 1998 года команды Jam Style Crew и Da Boogie Crew выступили на международном чемпионате по брейк-дансу Battle of the Year (BOTY) в городе Оффенбах-ам-Майн в Германии, где по итогу вошли в первую десятку. В 1999 году на отборочном туре Battle of the Year в Праге они проиграли команде Suicidal Lifestyle из Венгрии, которая в итоге заняла на чемпионате первое место. Проект просуществовал четыре года и выпустил два студийных альбома в жанрах электро, хип-хоп и брейкбит: «Вы хотели party» (2000) и «Все на party» (2002).
В 2000 году DJ Топор вместе с DJ Гормоном образовал диджейский дуэт Da Boogie DJ's, который выпустил несколько микстейпов: Samplissimo (2000), B-Boy Funk Vol.1 (2001), Breakz Vol. 1 (2001), Лигалайз и П-13 (Remix album) (2004), Breakz Mix (2005).
В 2002 году DJ Топор вместе с электроскрипачом Феликсом Лахути создал дуэт In Funk We Trust, в котором он выступает не только как диджей, но и как перкуссионист и тёрнтейблист, а Лахути поёт и использует технику битбокса.
В 2009 году вместе с другими советскими брейкерами снялся в видеоклипе на песню «Бит стучит» рэп-группы Bad Balance.
В 2009 году Топор принял участие в съёмках документального фильма Максима Кулагина «Вторая волна/Second wave» о второй волне брейкинга в России.
В 2009 году Топор стал заниматься 2D-дизайном и фотографией.
В 2010-х годах стал активно выступать в качестве концертного диджея рэп-исполнителя Лигалайза и рэп-группы Bad Balance, а также стал участвовать в брейк-данс-соревнованиях.
В 2017 году вышел документальный фильм «История брейк-данса на Арбате», в который вошло интервью с Топором 2008 года.
15 апреля 2017 года принял участие в московском брейк-данс-мероприятии Old School Show.
С 2018 года как перкуссионист играет вместе с Феликсом Лахути в коллективе Анатолий Ice Live Band и как тёрнтейблист на концертах джаз-фанк-саксофонистки и певицы Анны Королëвой.
В мае 2021 года стал гостем нового выпуска видеоблога Inside Show.
В 2021 году в качестве диджея объединился с гитаристом Эльбрусом Черкезовым («Mr. Bruce») и барабанщиком Сергеем Батраковым в спецпроект канала Drummers Plus «Groove Karaoke Mihey Special» («Грув Караоке Михей Спешл»), в рамках которого записал восемь музыкальных вариаций на тему хитов Bad Balance и Михея: «Па-Ба-Пап (Интро)», «Сука любовь», «Всё будет хорошо», «Город джунглей #1», «Светлая музыка», «Город джунглей #2», «Импровизация» и «Мама». В 2022 году к проекту присоединился трубач Павел Аксёнов и квартет стал называться «#МихейТрибьют». Весной Сергей Кузьменко («B-Yog (OBC)») снял видеоклип на композицию «Мамама» для трибьюта Михею. 20 января 2023 года вышел видеоклип на интерпретацию песни «Сука любовь» (кинооператор: Дмитрий Коваленко, монтаж: Кирилл Попов). 14 декабря 2023 года вышел видеоклип на песню «Пульс стучит» (монтаж: Кирилл Попов), главную роль в котором исполнил танцор Илья Грылёв («Пинчер»).
В 2023 году в качестве диджея принял участие в записи альбома D.O.B. (Лигалайз & Sir-J) «Аборигены фанка» («Less is more/Раз-два, раз-два» и «Kris Kross/Модель 01-1»). 21 декабря был опубликован видеоклип Sir-J на песню «S+J=H» (при участии DJ Топора) с нового альбома «Два в квадрате».

## Критика
По мнению журнала «ОМ», после выхода видеоклипа Jam Style & Da Boogie Crew на песню «Вы хотели party?», пять месяцев продержавшегося в чартах телеканала «MTV Россия», в России «начался заметный подъём хип-хоп-движения». Главный редактор портала Rap.ru, Андрей Никитин, также подтвердил, что видео «ожесточённо крутили по всем телеканалам, приобщив немалое количество зрителей к хип-хоп-культуре», а позже назвал этот трек «большим хитом, давшим отсчёт новой волне увлечения хип-хопом и би-боингом в России». По мнению Павла Тюрина из сетевого издания «Янгспейс», благодаря «ошеломительному успеху» этого видео «к процессу заражения хип-хоп-культурой присоединились маленькие провинциальные города».

### Наследие и влияние
В 1997 году Топор был упомянут Михеем в песне рэп-группы Bad Balance «Московский old school» из компиляции Hip-Hop Info #2: «Топора и Краба знаю как лучших танцоров уже десять лет».
В 2004 году Топор был упомянут как «танцор старой школы» в статье про историю российского брейк-данса от школы брейк-данса «Волнорез».
В 2013 году один из редакторов газеты «Аргументы и факты», Антон Бакунин, делая отчёт о московской выставке граффити-художников, отметил появление на мероприятии диджея Топора, чью бывшую брейк-данс-команду Da Boogie Crew назвал «легендарной».
В 2017 году редактор английского интернет-издания The Calvert Journal, Михаэль Агафонов, упомянул в статье о советских би-боях о команде Jam Style & Da Boogie Crew, появление которой вывело культуру брейк-данса в мейнстрим и положило начало второй волне шумихи вокруг брейк-данса.
В 2019 году Топор был куратором фотовыставки «Московский олдскул» на ВДНХ.
В 2019 году в ходе опроса 74-х танцоров уличных стилей, проведённого Еленой Матьяновой (Мотя из B.People), Топор получил 16 голосов и занял третье место в «Народном рейтинге брейкеров СССР 80х. Топ 56 советских низовиков (BREAKING)».
В 2020 году в ходе опроса 428 танцоров уличных стилей, проведённого Еленой Матьяновой (Мотя из B.People), Топор получил 12 голосов в «Народном рейтинге танцоров уличный стилей. Топ 159 русскоязычных BBOYS».

## Дискография
Джем Стайл & Да Буги
- 2000 — Вы хотели party

Da Boogie Crew
- 2002 — Все на party (Да Буги Крю)

Da Boogie DJ's
- 2000 — Samplissimo (микстейп)
- 2001 — B-Boy Funk Vol.1 (микстейп)
- 2001 — Breakz Vol. 1 (микстейп)
- 2004 — Remix album (Da Boogie DJ's (Топор и Гормон), Лигалайз и П-13)
- 2005 — Breakz Mix (микстейп)
- 2005 — Da Boogie DJ's (MP3)

## Фильмография
- 2009 — «Вторая волна» (док. фильм)
- 2017 — «История брейк-данса на Арбате» (док. фильм)

## Награды
- 14 августа 1989 года команда «Магический круг», в составе которой был Топор, заняла второе место в номинации «номер в свободном стиле» за номер «Буратино» на Всесоюзном брейк-данс-фестивале Papuga '89 (Паланга, Литва)[50][51].
- 5 ноября 1989 года команда «Магический круг», в составе которой был Топор, заняла первое место в номинации «номер в свободном стиле» за номер «Буратино» на Всесоюзном фестивале популярных танцев «Колобок '89» (Горький, ныне — Нижний Новгород)[1][4].
- 31 октября 1998 года Топор получил титул «Мастер Breaking» в номинации «B-Boys» на российской церемонии вручения премий за достижения в области хип-хоп-культуры «Голос улиц», прошедшей в Московском дворце молодёжи. Награду ему вручил бывший брейкер, а ныне радиоведущий Александр Нуждин[3].
- 15 декабря 2019 года Кирилл Попов («Топор») был представлен в номинации «Легенды спорта» (направление: брейкинг) на ежегодной национальной премии за достижения в танцевальном спорте и акробатическом рок-н-ролле «Экзерсис»[2].